# 마쓰이다정
마쓰이다정(일본어: 松井田町)은 일본 군마현 우스이군 서부에 존재했던 촌이다. 현재의 안나카시의 일부에 해당한다.

## 역사
- 1889년 4월 1일 - 정촌제 시행에 의해 - 우스이정, 사카모토정,  니시요코노촌,  쓰쿠모촌, 호소노촌이 성립하였다.
- 1954년 - 우스이정, 사카모토정,  니시요코노촌,  쓰쿠모촌, 호소노촌의 6촌을 합병해 새로운 마쓰이다정이 되었다.
- 2004년 2월 10일 - 야스나카시와의 합병을 검토하는 임의합병협의회가 설립되다.
- 2005년 9월 4일 - 촌장 선거에서 미야시타씨가 합병을 강력하게 추진하는 전 촌장 우치다씨를 큰 차이로 꺾고 신정장(新町長)이 된다.
- 2005년 10월 27일 - 주민의향조사 결과 발표(합병 반대 73.65% 합병 찬성 20.17%)
- 2005년 11월 4일 - 마쓰이타정의 마쓰이다정장이 「합병 백지 철회」를 목표로 할 의향을 표명.
- 2005년 12월 9일 - 마쓰이다정 나가정 의회 본회의에서 합병 철회의 단념을 표명.
- 2006년 1월 1일 - 합병 반대파 주민의 단체가 합병 백지 철회나 분정을 목표로 할 것임을 표명.
- 2006년 2월 20일 - 안나카시의 대등 합병해 새로운 안나카시가 되었다.

### 안나카시와의 합병 문제
안나카시의 합병에 대해 협의가 거듭되어 2006년 3월 18일에 대등 합병하는 것으로 결정되었다.
그러나 합병 관보 고시가 이루어진 후 치러진 동장 선거에서 합병에 반대파 후보가 당선되었고, 나아가 이후 주민 설문조사에서 합병 반대 의견이 찬성 의견을 크게 웃돌았다.이에 마쓰이다정 측은 군마현 및 총무성에 합병 처분 취소를 요청했으나 취소되지 않아 합병 철회를 단념하지 않을 수 없었다.
마쓰이타정의 공식 Web 페이지는, 한동안, 구 마쓰이타정의 도메인(town.matsuida.gunma.jp)에서 「안나카 마쓰이다지소 홈페이지」로서 존속하고 있었지만, 2006년 12월 22일부터 안나카시의 도메인하(city.annaka.gunma.jp)가 되어, 구 URL에서는 액세스할 수 없게 되었다.현재도 야스나카시 마쓰다이정 지구의 정보를 계속 발신하고 있다.
현재도 분립을 목표로 하는 구·마쓰다이정의 주민 운동은 현재 진행중이다.

### 구 마쓰이다 정사무소
구 마쓰이다정 동사무소는 건축가·시라이 세이이치에 의한 설계로 1955년에 완성했다. 철근 콘크리트 2층짜리 백악 건물로 '밭 속의 파르테논'이라 불렸다. 1992년까지 동사무소, 2017년까지 마을회관과 문화재자료실 등으로 사용되었다. 그러나 노후화가 진행되면서 천장과 벽이 떨어져 나간 곳도 있어 폐쇄되었다. 일본 건축가 협회에 소속된 건축가 보존을 위한 활동이 이루어지고 있다

## 교통

### 철도
- 동일본 여객철도
  - 신에쓰 본선

### 도로
- 조신에쓰 자동차도 - 마쓰이다 타에요시 IC, 우스히가루이자와 IC, 요코가와SA
- 국도 제18호선

## 참고 문헌
- 角川日本地名大辞典編纂委員会, 『角川日本地名大辞典 10 群馬県』1988, 角川書店